# Bernières-sur-Mer
Bernières-sur-Mer település Franciaországban, Calvados megyében. Lakosainak száma 2446 fő (2022. január 1.). Bernières-sur-Mer Bény-sur-Mer, Courseulles-sur-Mer, Douvres-la-Délivrande és Saint-Aubin-sur-Mer községekkel határos.
Vasútállomása: Gare de Bernières.

## Népesség
A település népességének változása:
| Lakosok száma | 964  | 1548 | 1563 | 2373 | 2358 | 2337 | 2308 | 2274 | 2330 | 2446 |
|               | 1968 | 1982 | 1990 | 2006 | 2013 | 2015 | 2017 | 2019 | 2020 | 2022 |